# Athlītikos Omilos Agia Napa
L'Athlītikos Omilos Agia Napa (in greco Αθλητικός Όμιλος Αγία Νάπα, cioè Società Sportiva Agia Napa), conosciuta come AO Agia Napa o più semplicemente Agia Napa, è una società calcistica cipriota di Agia Napa.

## Storia
Il club fu fondato nel 1990 come fusione dell'Athlītikī Podosfairikī Enōsī Agias Napas (APEAN Agia Napa, cioè Unione Sportiva Calcistica Agia Napa) e dell'Enōsī Neōn Agias Napas (cioè Unione Giovanile Agia Napa).
Cominciò le proprie attività dalla G' Katīgoria, dove militò fino alla stagione 1994/1995 quando fu promossa in B' Katīgoria; immediatamente retrocessa, riconquistò la seconda serie nella stagione 2000/01, quando fu promossa in B' Katīgoria grazie ad un nuovo secondo posto finale.
Arrivò alla Divisione A al termine della stagione 2005/06, grazie al terzo posto finale; l'anno dopo, finì tredicesima, retrocedendo immediatamente. Dopo la discesa in Terza Divisione nel 2009-2010, ottiene due promozioni consecutive, grazie ad un terzo posto e alla vittoria della Seconda Divisione, tornando così in Divisione A.
La nuova avventura in massima serie finisce come la prima: tredicesimo posto e immediata retrocessione.

## Strutture

### Stadio
La squadra gioca le partite interne allo stadio comunale di Ayia Napa; la struttura non è omologato per le gare di Divisione A, tanto che nella stagione 2006/07 il club giocò a Paralimni.

## Palmarès

### Competizioni nazionali
- B' Katīgoria: 1

2011-2012

### Altri piazzamenti
- B' Katīgoria:

Terzo posto: 2005-2006

## Organico

### Rosa 2019-2020
Aggiornata al 18 luglio 2020.
| N. |                    | Ruolo | Calciatore           |
| -- | ------------------ | ----- | -------------------- |
| 4  | Croazia (bandiera) | C     | Stjepan Šalić        |
| 7  | Cipro (bandiera)   | A     | Marios Pechlivanis   |
| 8  | Cipro (bandiera)   | C     | Adamos Andreou       |
| 18 | Cipro (bandiera)   | C     | Andreas Papadopoulos |
| 24 | Cipro (bandiera)   | D     | Giannis Antoniou     |
| 26 | Grecia (bandiera)  | C     | Rafail Gioukaris     |
| 29 | Cipro (bandiera)   | A     | Georgios Kolokoudias |

| N. |                           | Ruolo | Calciatore          |
| -- | ------------------------- | ----- | ------------------- |
| 53 | Ghana (bandiera)          | D     | Daniel Mensah       |
| 69 | Slovenia (bandiera)       | P     | Matevž Vidovšek     |
| 88 | Grecia (bandiera)         | P     | Dimitrios Tairis    |
| 94 | Francia (bandiera)        | C     | Yoann Tribeau       |
|    | Costa d'Avorio (bandiera) | A     | Christo Amessan     |
|    | Cipro (bandiera)          | C     | Andreas Karamanolis |